# محوطه گورستان جلوخونی
محوطه گورستان جلوخونی مربوط به دوران‌های تاریخی پس از اسلام است و در شهرستان رودسر، بخش رحیم آباد، روستای بلترک واقع شده و این اثر در تاریخ ۲۷ بهمن ۱۳۸۲ با شمارهٔ ثبت ۱۰۹۷۳ به‌عنوان یکی از آثار ملی ایران به ثبت رسیده‌است.